# Fashion Institute of Design & Merchandising
Il Fashion Institute of Design & Merchandising (FIDM) è un college privato con più campus in California. Offre programmi di laurea in moda, intrattenimento, bellezza, interior design e design grafico. Il college è stato fondato nel 1969 da Tonian Hohberg, il presidente e il CEO dell'Istituto.

## College
Il college ha tre campus: Los Angeles, San Francisco e contea di Orange.
Il Campus di San Francisco si trova a Union Square. Gli studenti possono seguire il loro primo anno di lezioni presso la contea di Orange e i campus di San Francisco, ma devono trasferirsi al campus di Los Angeles per dal secondo anno.

## Programmi accademici
Il college offre 26 programmi associati di arti; una laurea in scienze nella gestione aziendale, anche disponibile tramite l'apprendimento a distanza; e nove programmi di laurea triennale. Il college offre anche un master in Business Administration.
Il college è accreditato dal WASC Senior College e dalla Commissione universitaria. A causa di una revisione della Commissione, trovando problemi nella sostenibilità e sulla supervisione della facoltà nel 2019, lo stato è cambiato da "accreditato" a "accreditato con avviso di interesse". È anche un membro istituzionale accreditato dell'Associazione Nazionale delle scuole d'arte e del design (NASAD).

## FIDM Museum
Il Fashion Institute of Design & Merchandising Museum, situato al Campus di Los Angeles, ospita una collezione di pezzi di moda e costumi del 1800 a oggi. Il museo presenta mostre permanenti e temporanee, tra cui costumi e disegni dell'inizio del XX. La collezione permanente del museo FIDM presenta più di 15.000 oggetti. A causa delle preoccupazioni Covid-19, il Museo Fidm Los Angeles e le Gallerie della contea di Orange sono ora chiuse.